# 弓背腔蝠魚
弓背腔蝠魚（學名：Coelophrys arca），為輻鰭魚綱鮟鱇目棘茄魚亞目棘茄魚科的其中一種。分布於中西太平洋區的菲律賓及印尼班達海海域，屬底棲性魚類，棲息深度約水深423公尺，全身具骨板，在身體上具有許多星形小瘤，沒有銳利的尖頂。吻短，眼間骨寬。尾鰭鰭條9枚，背鰭軟條5枚；臀鰭軟條4枚，體長可達4.1公分。

## 扩展阅读
維基物種上的相關：弓背腔蝠魚